# Trogloctenus fagei
Trogloctenus fagei är en spindelart som först beskrevs av Roger de Lessert 1935.  Trogloctenus fagei ingår i släktet Trogloctenus och familjen Ctenidae.
Artens utbredningsområde är Kongo. Inga underarter finns listade i Catalogue of Life.